# Myrsine asymmetrica
Myrsine asymmetrica är en viveväxtart. Myrsine asymmetrica ingår i släktet Myrsine och familjen viveväxter.

## Underarter
Arten delas in i följande underarter:
- M. a. asymmetrica
- M. a. magnifolia
- M. a. paniensis
- M. a. parvifolia